# 医薬品製造販売業
医薬品製造販売業（いやくひんせいぞうはんばいぎょう）とは、日本において自社もしくは他社で製造した医薬品を販売する業態である。薬事法第4章に規定があり、取り扱う医薬品の種類によって、第一種、第二種の2種類の製造販売業がある。